# Neococcidencyrtus pudaspidis
Neococcidencyrtus pudaspidis är en stekelart som först beskrevs av Annecke 1963.  Neococcidencyrtus pudaspidis ingår i släktet Neococcidencyrtus och familjen sköldlussteklar. Inga underarter finns listade i Catalogue of Life.